# Международная Формула-3000
«Международная "Формула-3000"» — автоспортивный чемпионат для машин в классе Формула-3000, проводившийся в 1985—2004 годах. Заменил действовавший с 1967 года чемпионат Европы Формулы-2. С 2005 года заменён чемпионатом GP2.
Среди причин, вызвавших появление чемпионата Формулы-3000, можно выделить:
- удорожание чемпионата Европы Формулы-2;
- вытеснение двигателя Cosworth DFV из Формулы-1 турбомоторами;
- желание ФИА создать «последнюю ступеньку» для молодых гонщиков в Ф-1.

## История
Для участия в новом чемпионате многие команды приобрели у компании March специально построенные шасси 85B. AGS и Ralt выставили заводские команды, а Lola — старое шасси из серии CART.
Ещё три команды выставили использованные шасси Ф-1 — Tyrrell 012, Williams FW08C и Arrows A6, однако эти машины оказались слишком тяжёлыми. На протяжении первых трёх лет команды пользовались в основном шасси Lola, March и Ralt. Пришедший в 1988 году очередной производитель шасси — Reynard к 1993 году фактически стал монополистом в чемпионате.
В 1996 году ФИА, стремясь удешевить машины и уравнять шансы гонщиков, сделала из Ф-3000 класс-мономарку (шасси — Lola, двигатель — Zytek, шины — Avon), тем самым застопорив эволюцию серии. Вследствие того, что новые модели шасси стали появляться лишь раз в три года, чемпионат Ф-3000 стал проигрывать в развитии технологии многим чемпионатам Формулы-3.
Начиная с 1998 года гонки Ф-3000 стали совмещаться с этапами Формулы-1.
Не выдержав конкуренции с другими сериями (такими, как Евро Формула-3000, Мировая серия Ниссан и Еврокубок Формулы-Рено V6), чемпионат Ф-3000 в 2005 году был заменён на GP2.
Ни один из чемпионов Ф-3000 не смог выиграть чемпионат Ф-1. Только трое из них выигрывали Гран-при Ф-1: Жан Алези, Оливье Панис, Хуан Пабло Монтойя. Бруно Жункейра, Джастин Уилсон, Себастьен Бурде и Хуан Пабло Монтойя добились успеха в чемпионатах серии Индикар. Из чемпионов Формулы-1 только Деймон Хилл и Фернандо Алонсо принимали участие в чемпионате Ф-3000.
Болиды Формулы-3000 используются в ряде других гоночных серий, таких как Евро Формула-3000 и Формула-Холден.

## Чемпионы
| Сезон | Гонщик               | Команда / машина                     | Поулы | Победы | Подиумы | Б.круги | Очки |
| ----- | -------------------- | ------------------------------------ | ----- | ------ | ------- | ------- | ---- |
| 1985  | Кристиан Даннер      | BS Automotive March-Cosworth         | 2     | 4      | 7       | 4       | 52   |
| 1986  | Иван Капелли         | Genoa March-Cosworth                 | 3     | 2      | 6       | 1       | 39   |
| 1987  | Стефано Модена       | Onyx March-Cosworth                  | 0     | 3      | 4       | 1       | 41   |
| 1988  | Роберто Морено       | Bromley Motorsport Reynard-Cosworth  | 3     | 4      | 4       | 1       | 43   |
| 1989  | Жан Алези            | Eddie Jordan Racing Reynard-Cosworth | 2     | 3      | 4       | 1       | 39   |
| 1990  | Эрик Кома            | DAMS Lola-Mugen                      | 3     | 4      | 6       | 1       | 51   |
| 1991  | Кристиан Фиттипальди | Pacific Racing Reynard-Mugen         | 4     | 2      | 7       | 1       | 47   |
| 1992  | Лука Бадоер          | Crypton Engineering Reynard-Cosworth | 5     | 4      | 5       | 3       | 46   |
| 1993  | Оливье Панис         | DAMS Reynard-Cosworth                | 2     | 3      | 4       | 2       | 32   |
| 1994  | Жан-Кристоф Буйон    | DAMS Reynard-Cosworth                | 0     | 3      | 4       | 1       | 36   |
| 1995  | Винченцо Соспири     | Super Nova Racing Reynard-Cosworth   | 0     | 3      | 5       | 0       | 42   |
| 1996  | Йорг Мюллер          | RSM Marko Lola-Zytek                 | 2     | 2      | 8       | 4       | 52   |
| 1997  | Рикардо Зонта        | Super Nova Racing Lola-Zytek         | 4     | 3      | 5       | 4       | 39   |
| 1998  | Хуан Пабло Монтойя   | Super Nova Racing Lola-Zytek         | 7     | 4      | 9       | 5       | 65   |
| 1999  | Ник Хайдфельд        | West Competition Lola-Zytek          | 4     | 4      | 7       | 6       | 59   |
| 2000  | Бруно Жункейра       | Petrobras Junior Team Lola-Zytek     | 2     | 4      | 5       | 1       | 48   |
| 2001  | Джастин Уилсон       | Nordic Racing Lola-Zytek             | 2     | 3      | 10      | 1       | 71   |
| 2002  | Себастьен Бурде      | Super Nova Racing Lola-Zytek         | 6     | 3      | 8       | 3       | 56   |
| 2003  | Бьорн Вирдхайм       | Arden International Lola-Zytek       | 5     | 3      | 9       | 7       | 78   |
| 2004  | Витантонио Лиуцци    | Arden International Lola-Zytek       | 9     | 7      | 9       | 3       | 86   |